# Isaiah Joe
Derrick Isaiah Joe (* 2. Juli 1999 in Fort Smith, Arkansas, USA) ist ein US-amerikanischer Basketballspieler auf der Position des Shooting Guards. Er spielte College-Basketball für die Arkansas Razorbacks und steht seit 2022 bei den Oklahoma City Thunder in der NBA unter Vertrag. Von 2020 bis 2022 spielte er für die Philadelphia 76ers in der NBA.

## Frühes Leben
Joe wuchs in Fort Smith, Arkansas auf und besuchte die Northside High School, gemeinsam mit seinem heutigen Mannschaftskollegen Jaylin Williams. Nach Angeboten von Alabama und Arkansas-Little Rock entschied sich Joe, für die Arkansas Razorbacks Basketball zu spielen.

## College-Karriere
In seinem Freshman-Jahr erzielte Joe 13,9 Punkte, 2,8 Rebounds und 1,7 Assists pro Spiel. Er wurde ins SEC All-Freshman Team berufen und wurde, nachdem er am 1. Dezember 2018 34 Punkte gegen die FIU Panthers erzielt hatte, zum SEC Player of the Week gewählt. Er warf 113 Dreier in der Saison und brach den bisherigen Arkansas-Rekord von Scotty Thurman (102 Dreier). In seinem Sophomore-Jahr erzielte er 16,9 Punkte und 4,1 Rebounds pro Spiel. Am 12. Januar 2020 erzielte er 34 Punkte gegen Ole Miss. Am 17. August 2020 gab er bekannt, dass er sich für den kommenden NBA Draft anmelden werde.

## Professionelle Karriere

### Philadelphia 76ers (2020–2022)
Am 18. November 2020 wurde Joe von den Philadelphia 76ers in der zweiten Runde mit dem 49. Pick im NBA Draft 2020 ausgewählt. Er unterschrieb seinen ersten Profivertrag am 3. Dezember 2020 und gab am 27. Dezember 2020 sein Profidebüt bei einer 98:118-Niederlage gegen die Cleveland Cavaliers, bei dem er 2 Punkte erzielte. Er beendete die Saison 2020/2021 mit 3,7 Punkten pro Spiel. In der Saison 2021/2022 erzielte er 3,6 Punkte pro Spiel. Sein Vertrag wurde am 13. Oktober 2022 aufgelöst.

### Oklahoma City Thunder (seit 2022)
Am 16. Oktober 2022 unterschrieb Joe einen Vertrag bei den Oklahoma City Thunder. In der Saison 2022/2023 spielte er 20 Minuten pro Spiel und nahm eine deutlich wichtigere Rolle als bei den 76ers ein. Er erzielte 9,5 Punkte pro Spiel. Am 24. Februar 2023 erzielte Joe mit 28 Punkten seinen Karrierebestwert. In der Saison 2023/2024 erzielte Joe 8,2 Punkte pro Spiel. Am 7. Juli 2024 verlängerte Joe seinen Vertrag bei den Thunder.